# 维塔利·什韦茨
维塔利·伊万诺维奇·什韦茨（俄语：Виталий Иванович Швец，1936年3月19日—2019年5月14日），苏联及俄罗斯生物化学家，俄罗斯科学院院士。俄罗斯联邦功勋科学工作者。

## 生平
1936年生于尼科波尔。1958年毕业于莫斯科精细化工学院，毕业后留校任教。主要从事生物膜功能的研究和纳米药物的研制工作。
1994年当选俄罗斯医学科学院通讯院士，2004年当选俄罗斯医学科学院院士，2013年当选俄罗斯科学院院士。
2019年5月14日去世。葬于特罗耶库罗夫公墓。